# Liste de mines d'or aux États-Unis
Voici une liste de mines d'or situées aux États-Unis.

## Liste
- mine Alaska-Gastineau (en)
- Atlantic Cable Quartz Lode (en)
- mine Battle Branch (en)
- mine Bodie (en)
- mine Calhoun (en)
- Mine de Camp Bird
- mine Commonwealth (en)
- mine Congress (en)
- mine Consolidated (en)
- Mine de Cortez
- Mine de Cresson
- mine Crisson (en)
- mine Donlin Gold (en)
- Mine de Fort Knox
- mine Franklin-Creighton (en)
- mine Free Jim (en)
- mine Getchell (en)
- mine Golden Sunlight (en)
- Mine de Goldstrike
- mine Greenwood Gold (en)
- mine Homestake (Nevada) (en)
- Homestake
- mine Keane Wonder (en)
- mine Kensington (en)
- mine Kennedy (en)
- mine List of golds in Georgia (en)
- mine Loud (en)
- Mine Old Hundred
- mine Marigold (en)
- McLaughlin_Mine
- mine Monte Cristo Gold (en)
- North Bloomfield Mining and Gravel Company (en)
- mine North Star (en)
- Pebble Mine
- mine Reed Gold (en)
- Mine de Round Mountain
- mine Sixes (en)
- mine Vulture (en)